# Louise Casey
Pour les articles homonymes, voir Casey.
Baronne Louise Casey, dame commandeur de l'ordre de l'Empire britannique, chevalier de l'ordre du Bain, (né le 29 mars 1965) est un fonctionnaire du gouvernement britannique travaillant dans le domaine de la protection sociale. 

## Biographie
Elle a été directrice adjointe d'un organisme d'aide aux sans abris en 1992, directrice de l'Unité Rough Sleepers (RSU) en 1999, directrice de l'Unité nationale du comportement anti-social (ASBU) en 2003, responsable du Respect Task Force en 2005 et du Royaume-Uni Premier commissaire aux victimes en mars 2010. Elle est devenue directrice générale de Troubled Families le 1er novembre 2011,.
Louise Casey a été nommée responsable de l'inspection des services de protection de l'enfance de la ville de Rotherham, à la suite d'une affaire de réseaux pédophiles proxénètes de grande ampleur. En 2015, son eenquête concernant l'affaire des viols collectifs de Rotherham conclut que le Conseil de Rotherham n'était pas « compétent » et que celui-ci avait un passif d’échec sur les questions ethniques : « Le personnel a perçu qu'il n'y avait qu'un petit pas entre mentionner l'origine ethnique des auteurs et être qualifié de raciste ». Il pointe le fait que les conseillers d'origine pakistanaise ont géré toutes les questions relatives à cette communauté, ce qui les a laissés en mesure d'exercer une influence disproportionnée, tandis que les conseillers blancs ont ignoré leurs responsabilités.
En 2025, la publication de son rapport met en lumière « des décennies de négligence de la part des autorités locales face à des abus systémiques ». Il relance un débat national sur l’ampleur des crimes commis par des gangs organisés et sur la passivité des institutions censées protéger les enfants et est suivi par les excuses du gouvernement britannique aux milliers de victimes des gangs pédocriminels. Sous la pression de ce « rapport accablant », le gouvernement britannique décide de lancer une vaste enquête publique sur les « grooming gangs ».

## Rapports
- (en) Louise Casey, Report of Inspection of Rotherham Metropolitan Borough Council, London, Department for Communities and Local Government, 4 février 2015 (ISBN 978-1-4741-1507-0, lire en ligne [PDF])